# シモン・タンギー
シモン・タンギー（英語: Simon Tanguay、1993年4月2日 - ）は、カナダ、モントリオール出身のフィギュアスケート選手（アイスダンス）。パートナーはキャロラーヌ・ソシース。2015年LPインターナショナル3位。

## 主な戦績
| 大会/年              | 2012-13 | 2013-14 | 2014-15 | 2015-16 |
| -------------------- | ------- | ------- | ------- | ------- |
| カナダ選手権         | 9 J     | 5 J     | 9       | 8       |
| ニース杯             |         |         |         | 3       |
| LPインターナショナル |         |         |         | 3       |
| JGPミンスク          |         | 6       |         |         |

- J - ジュニアクラス

### 詳細
| 2015-2016 シーズン    |                                                                          |          |         |          |
| 開催日                | 大会名                                                                   | SD       | FD      | 結果     |
| 2016年1月18日 - 24日  | カナダフィギュアスケート選手権（ハリファックス）                         | 10 53.19 | 8 87.93 | 8 141.12 |
| 2015年10月14日 - 18日 | 2015年ニース杯（ニース）                                                 | 1 50.66  | 3 74.74 | 3 125.40 |
| 2015年7月30日 - 31日  | 2015年レークプラシッドアイスダンスインターナショナル（レークプラシッド） | 3 49.00  | 2 79.06 | 3 128.06 |